# ريج إغان
ريج إغان (بالإنجليزية: Reg Egan)‏ هو لاعب كرة قدم أسترالية أسترالي، ولد في 24 أبريل 1927، وتوفي في 14 أبريل 2014.

## وصلات خارجية
- ريج إغان على موقع AustralianFootball.com (الإنجليزية)
- ريج إغان على موقع AFLtables.com (الإنجليزية)